# Daniel Matter
| 26984 Fernand-Roland | 1º novembre 1997 |
| 186832 Mosser        | 17 marzo 2004    |

Daniel Matter (1957) è un astronomo amatoriale francese.
Il Minor Planet Center gli accredita la scoperta di quattro asteroidi, effettuate tra il 1997 e il 2004, tutte in collaborazione con Christophe Demeautis.
Gli è stato dedicato l'asteroide 59833 Danimatter.